# 코나마나 카오스

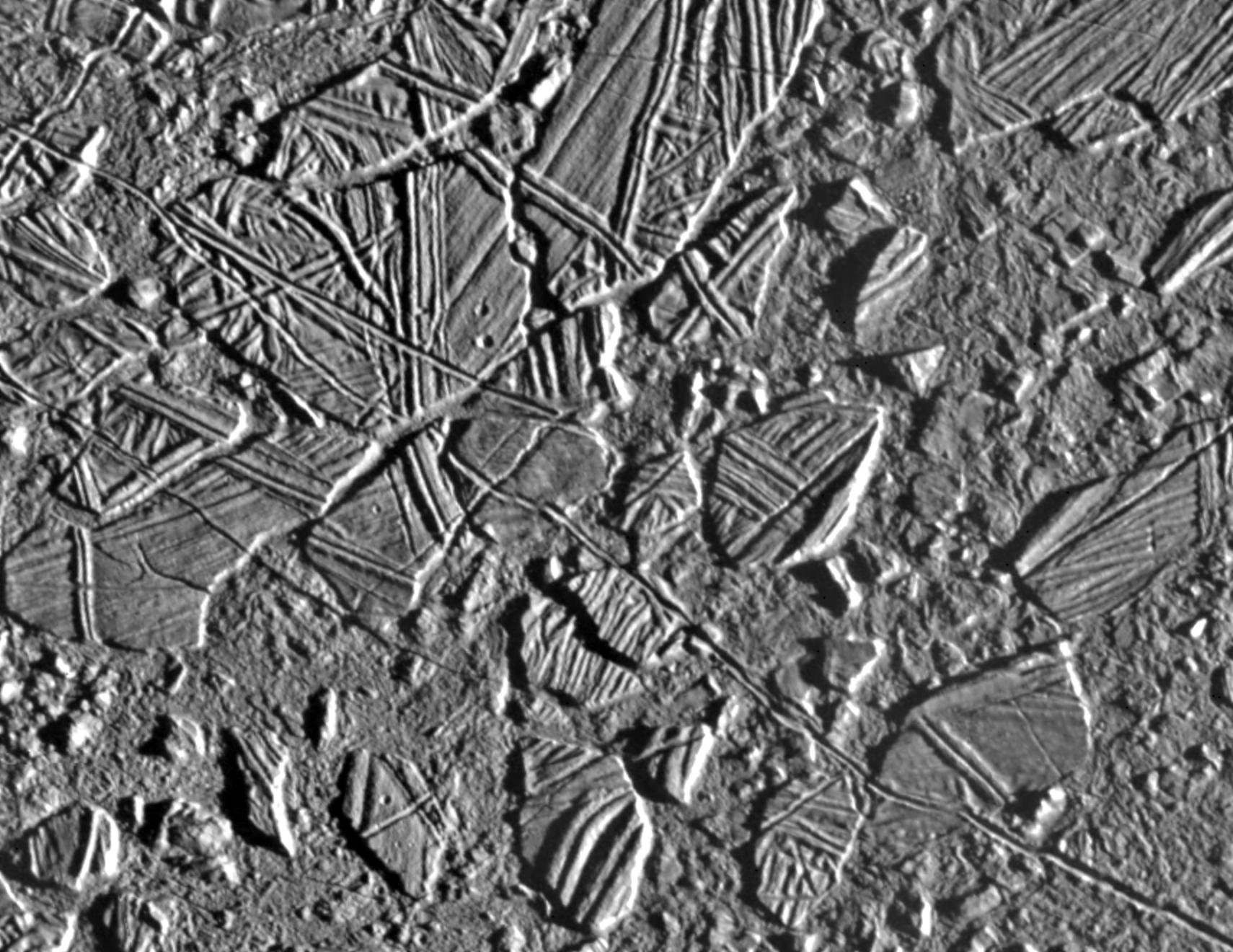
코나마나 카오스의 "얼음 뗏목"

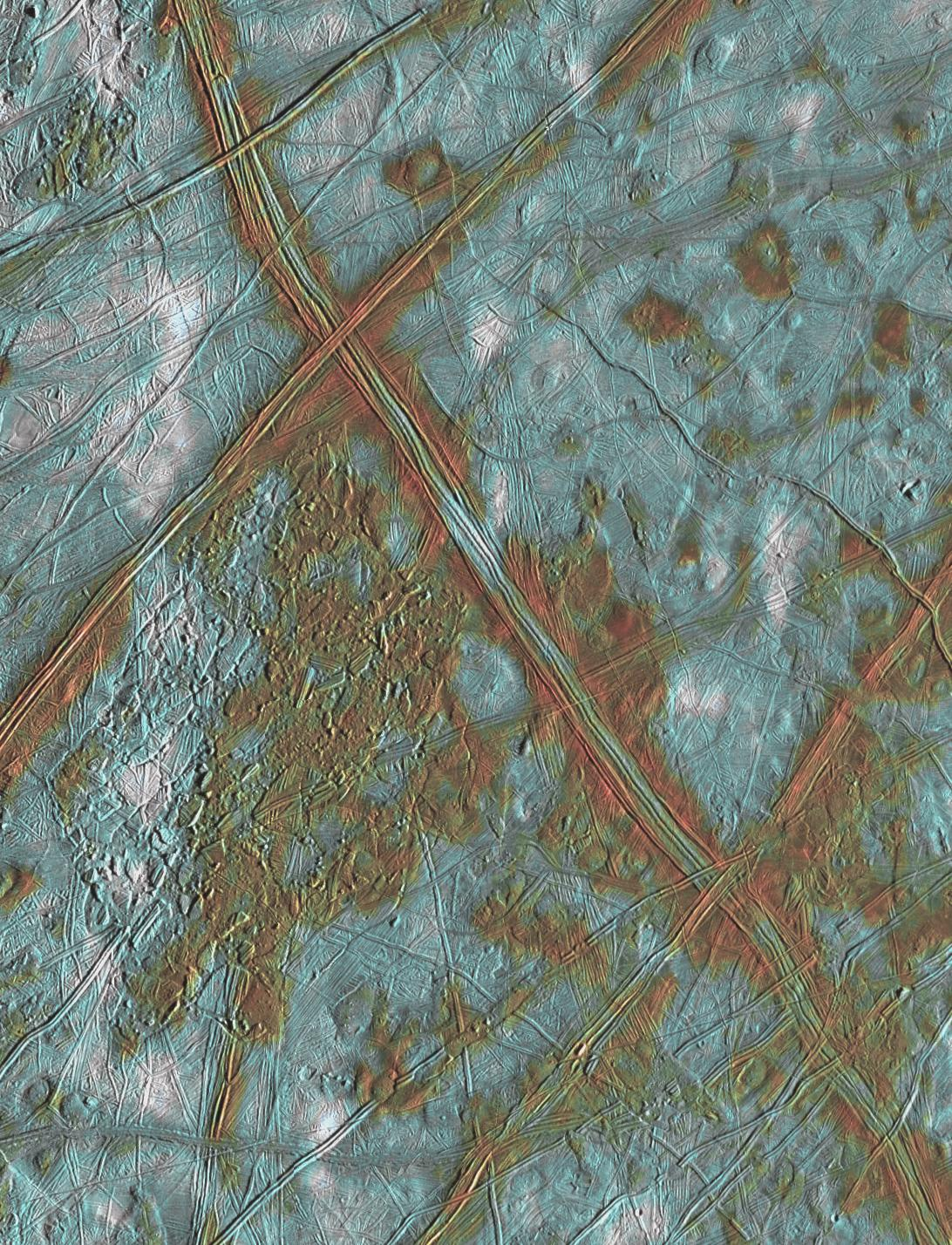
향상된 사진의 코나마나 카오스 지역이다. 두 개의 큰 선의 교차로 위치를 표시한다. 흰색 영역은 남쪽에 있는 대형 충돌구인 프윌의 분출물 광선이다.

코나마나 카오스(영어: Conamara Chaos)는 목성의 위성인 유로파의 혼란 지형이다. 코나마나 카오스는 아일랜드의 코네마라 국립공원의 이름을 따서 지어졌다.
코나마나 카오스는 유로파의 얼음 표면이 무너지면서 생긴 모습이다. 이 지역은 얼음 뗏목이 주변을 돌고 회전하면서 구성된다. 이 판을 둘러싼 것은 표면 아래에서 올라온 물이나 따뜻한 얼음 또는 둘이 섞인 슬러쉬로 구성되었다 생각된다. 이 지역은 유로파의 지하에 액체 바다가 있다는 증거로 제시되기도 한다.